# Ulrich Bächli
Ulrich Bächli (n. 5 ianuarie 1950, Zürich, cantonul Zürich, Elveția) este un bober ce a reprezentat Elveția, medaliat olimpic. A participat la două ediții ale Jocurilor Olimpice (1976, 1980) în care a câștigat două medalii de argint.